# Шарипова, Нигина Шавкатовна
Нигина Шавкатовна Шарипова (узб. Nigina Shavkatovna Sharipova; род. 10 августа 1995 года, Бухара, Узбекистан) — узбекская легкоатлетка, специализирующаяся на спринте, мастер спорта Республики Узбекистан международного класса. В 2014 году завоевала бронзовую медаль в беге на 200 метров на Чемпионате Азии по лёгкой атлетике среди юниоров. Призёр Игр исламской солидарности и участница Летних Олимпийских игр 2016.

## Карьера
В 2014 году на Чемпионате Азии по лёгкой атлетике среди юниоров в Тайбэй (Тайвань) на дистанции 200 метров с результатом 24.24 завоевала бронзовую медаль.
В 2015 году на Чемпионате Узбекистана показала второй результат на 100 и 200 метровке.
В июне 2016 года в Бишкеке (Кыргызстан) на международном соревновании на призы Олимпийской чемпионки — Татьяны Колпаковой завоевала серебряную медаль в беге на 200 метров. На Кубке Республики Казахстан по лёгкой атлетике в Алма-Ате с результатом 11.31 секунд на дистанции 100 метров завоевал серебряную медаль, а на дистанции 200 метров бронзовую медаль и выполнила норматив Летних Олимпийских игр. В этом же году принимала участие на XXXI Летних Олимпийских играх в Рио-де-Жанейро (Бразилия), но в квалификации на 100 метров показала не лучший свой результат (11,68 секунд) и не прошла в финал турнира. На дистанции в 200 метров в квалификации с результатом 23,33 секунд также не прошла в финал турнира и завершила выступление.
В 2017 году на Играх исламской солидарности в Баку (Азербайджан) на дистанции 100 метров с результатом 11.65 секунд завоевала серебряную медаль, а на дистанции 200 метров с результатом 23.66 секунд бронзовую. В этом же году на Чемпионате Азии по лёгкой атлетике в Бхубанешваре (Индия) на дистанции 100 метров была лишь пятой. На Азиатских играх в помещении в Ашхабаде (Туркменистан) на дистанции 60 метров также была лишь пятой.
В 2018 году на Чемпионате Азии по лёгкой атлетике в помещении в Тегеране (Иран) на дистанции 400 метров Нигине немного не хватило до призового места и она стала четвёртой с результатом 56,29 секунд. В июне в Бишкеке (Кыргызстан) на международном соревновании на призы Олимпийской чемпионки — Татьяны Колпаковой завоевала золотые медали в беге на 100 и 200 метров. В этом же году на Летних Азиатских играх в Джакарте (Индонезия) снова немного не хватило до пьедестала, на этот раз она стала четвёртой на дистанции 200 метров.
В 2019 году на Чемпионате Азии по лёгкой атлетике в Доха (Катар) на дистанции 100 метров с результатом 11.41 секунд снова заняла лишь четвёртое место, уступив бронзу китаянке Вэй Юнли.